# Alfred J. Gross

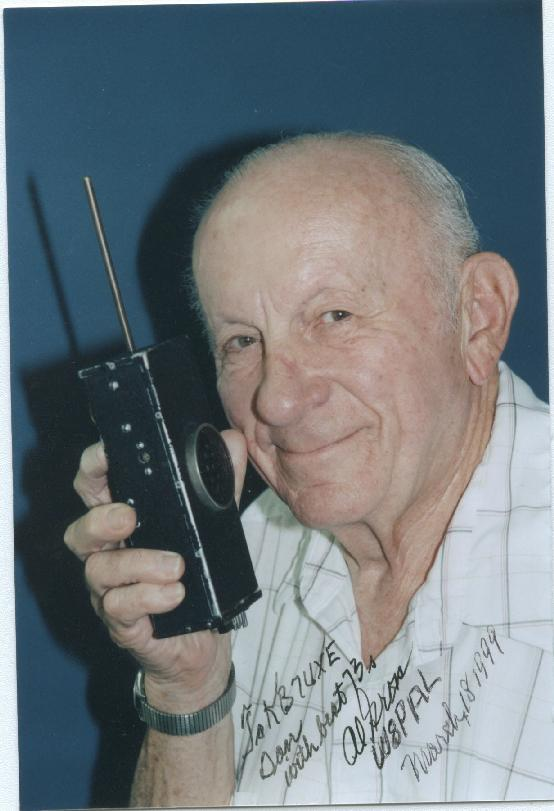
Alfred J. Gross

Alfred J. Gross (ur. 22 lutego 1918 w Toronto, zm. 21 grudnia 2000) – pionier bezprzewodowej komunikacji.
Wynalazł i opatentował wiele urządzeń komunikacyjnych, w tym pierwsze walkie-talkie, CB radio, pager i telefon komórkowy.